# Song One
Song One (La vida en una canción en español) es una película estadounidense de comedia y romance de 2014 dirigida por Kate Barker-Froyland como su ópera prima y protagonizada por Anne Hathaway, Johnny Flynn, Ben Rosenfield y Mary Steenburgen.

## Sinopsis
Distanciada durante años de su familia, Franny Ellis (Anne Hathaway) decide volver a su hogar cuando un terrible accidente deja a su hermano en coma. No solo retoma su vida familiar, sino que también vuelve a recuperar la carrera musical que tiempo atrás dejó de lado. Para aspirar a ser la estrella que siempre deseo, busca a James Forester (Johnny Flynn), su cantante favorito. Para su sorpresa, Franny y James comenzarán una inesperada relación más allá de la amistad, con el telón de Brooklyn de fondo. Una nueva experiencia que cambiará la vida de ambos y que lejos de los musicales y las historias de ensueño de los teatros, les hará enfrentarse a la dura realidad.

## Reparto
- Anne Hathaway como Franny Ellis
- Johnny Flynn como James Forester
- Ben Rosenfield como Henry Ellis
- Mary Steenburgen como Karen Ellis

## Producción
Inicialmente, Franny fue escrita como de 24 años, sin embargo, después de que Anne Hathaway (con 30 años en ese momento) expresase su deseo de interpretarla, Barker-Froyland reescribió el papel para que fuera el de una mujer de la edad de la actriz, lo que dijo que funcionaba bien para el guion, ya que le dio a Franny más razones para no querer ser músico.
El rodaje de la cinta comenzó en junio de 2013 en la ciudad de Nueva York.